# Сперивил (Вирџинија)
Сперивил (енгл. Sperryville) насељено је место без административног статуса у америчкој савезној држави Вирџинија.

## Демографија
По попису из 2010. године број становника је 342.
| Група             | 2000.    | 2010.       |
| Белци             | 0 (0,0%) | 306 (89,5%) |
| Афроамериканци    | 0 (0,0%) | 18 (5,3%)   |
| Азијати           | 0 (0,0%) | 1 (0,3%)    |
| Хиспаноамериканци | 0 (0,0%) | 14 (4,1%)   |
| Укупно            | 0        | 342         |